# Nová vlna britského heavy metalu
Nová vlna britského heavy metalu (zkratka NWOBHM z anglického New Wave Of British Heavy Metal) není oficiální název, ale termín novinářů z doby kolem roku 1979, který se od té doby používá ke specifikaci doby a stylu heavy metalu na konci sedmdesátých let 20. století. Typickými zástupci NWOBHM jsou Iron Maiden nebo Saxon a ve svých začátcích sem patřili i Def Leppard. Zpěv zpěváků NWOBHM byl výrazně ovlivněn punk-rockovým zpěvem jako například Lemmy Kilmisterem nebo „profesionálním divadelnim zpěvem“ po vzoru Roba Halforda a rytmus bicích nástrojů se ustálil na standardní punk-rockový backbeat.

## Seznam kapel NWOBHM
- A II Z
- Angel Witch
- Atomkraft
- Avenger
- Baby Tuckoo
- Battleaxe
- Black Rose
- Blitzkrieg
- Bleak House
- Bronz
- Cloven Hoof
- Def Leppard
- Demon
- Diamond Head
- Dumpy's Rusty Nuts
- E. F. Band
- Elixir
- Ethel the Frog
- Fireclown
- Fist
- Gillan
- Girlschool
- Grim Reaper
- Hell
- Hell's Belles
- Hollow Ground
- Holocaust
- Iron Maiden
- Jaguar
- Jameson Raid
- Legend
- Lionheart
- Mama's Boys
- Marseille
- More
- Motörhead
- Nightwing
- Pagan Altar
- Persian Risk
- Praying Mantis
- Quartz
- Raven
- Rock Goddess
- Salem
- Samson
- Satan
- Savage
- Saxon
- Shy
- Spider
- Stampede
- Starfighters
- Sweet Savage
- Tank
- Thunderstick
- Tokyo Blade
- Trespass
- Tygers of Pan Tang
- Tytan
- UFO
- Urchin
- Vardis
- Venom
- White Spirit
- Witchfinder General
- Witchfynde
- Wrathchild